# The Pet Sounds Sessions
The Pet Sounds Sessions es una caja recopilatoria de cuatro CD que recopila sesiones importantes del álbum Pet Sounds de 1966 por The Beach Boys. 
El box fue lanzado el 4 de noviembre de 1997 por la discográfica Capitol Records.

## Características
En el box set The Pet Sounds Sessions se incluyen las pistas originales en sonido monoaural, como lo prefería Brian Wilson, también pistas de solos vocales, demos, canciones cantadas por otros integrantes (como "God Only Knows" cantada por Brian) y las ediciones más destacadas de las tomas de grabación, como algunas canciones no incluidas.
Gran parte de la fascinación que hay con Pet Sounds se encuentra en sus modalidades, de sus varias pistas musicales, en la que todas las piezas se funden en un conjunto sinfónico. La riqueza de la música de Pet Sounds es una de las razones que ha motivado a hacer un conjunto como The Pet Sounds Sessions, un box de cuatro discos que presenta una surtida cantidad de mezclas, tomas alternativas, temas instrumentales, y rarezas, así como la primera mezcla en sonido estéreo del álbum. Ciertamente este conjunto sólo llama la atención a los aficionados de The Beach Boys y las composiciones de Brian Wilson.
Hay algo aún más peculiar sobre la audición del álbum, cuando este se descompone en sus partes individuales, después de escuchar las líneas de cuerno, voces, coros, percusión y temas de su contexto original, el alcance y la originalidad de la visión que tuvo Brian Wilson se convierte en algo más impresionante.

## Lista de canciones
Todas las canciones por Brian Wilson/Tony Asher, excepto donde se indica.

### Disco 1
1. "Wouldn't It Be Nice" (estéreo Mix) (Brian Wilson/Tony Asher/Mike Love) – 2:33
2. "You Still Believe in Me" (estéreo Mix) – 2:36
3. "That's Not Me" (estéreo Mix) – 2:31
4. "Don't Talk (Put Your Head on My Shoulder)" (estéreo Mix) – 2:58
5. "I'm Waiting for the Day" (estéreo Mix) (Brian Wilson/Mike Love) – 3:06
6. "Let's Go Away For Awhile" (estéreo Mix) (Brian Wilson) – 2:24
7. "Sloop John B" (estéreo Mix) (Trad. Arr. Brian Wilson) – 2:59
8. "God Only Knows" (estéreo Mix) – 2:54
9. "I Know There's an Answer" (estéreo Mix) (Brian Wilson/Mike Love/Terry Sachen) – 3:18
10. "Here Today" (estéreo Mix) – 3:07
11. "I Just Wasn't Made for These Times" (estéreo Mix) – 3:21
12. "Pet Sounds" (estéreo Mix) (Brian Wilson) – 2:37
13. "Caroline, No" (estéreo Mix) – 2:53
14. "Sloop John B" (sesión destacada) (Trad. Arr. Brian Wilson) – 1:04
15. "Sloop John B" (pista estéreo de acompañamiento) (Trad. Arr. Brian Wilson) – 3:18
16. "Trombone Dixie" (sesión destacada, no incluida en el álbum original) (Brian Wilson) – 1:26
17. "Trombone Dixie" (pista estéreo de acompañamiento) (Brian Wilson) – 2:50
18. "Pet Sounds" (pista estéreo de acompañamiento) (Brian Wilson) – 0:57
19. "Pet Sounds" (pista estéreo de acompañamiento) (Brian Wilson) – 2:48
20. "Let's Go Away For Awhile" (sesión destacada) (Brian Wilson) – 2:20
21. "Let's Go Away For Awhile" (Stereo backing track) (Brian Wilson) – 2:51
22. "Wouldn't It Be Nice" (sesión destacada con varias tomas) (Brian Wilson/Tony Asher/Mike Love) – 7:20
23. "Wouldn't It Be Nice" (pista estéreo de acompañamiento) (Brian Wilson/Tony Asher/Mike Love) – 2:34
24. "Wouldn't It Be Nice" (pista en estéreo con voces) (Brian Wilson/Tony Asher/Mike Love) – 2:34
25. "You Still Believe in Me" (Intro - sesión) – 1:39
26. "You Still Believe in Me" (Intro - toma maestras)  – 0:15
27. "You Still Believe in Me" (sesión destacada) – 1:11
28. "You Still Believe in Me" (pista estéreo de acompañamiento) – 2:37

### Disco 2
1. "Caroline, No" (sesión destacada) – 4:16
2. "Caroline, No" (pista en estéreo) – 2:53
3. "Hang On to Your Ego" (sesión destacada) (Brian Wilson/Terry Sachen) – 4:47
4. "Hang On to Your Ego" (pista en estéreo) (Brian Wilson/Terry Sachen) – 3:23
5. "Don't Talk (Put Your Head on My Shoulder)" (demo instrumental por Brian) – 2:20
6. "Don't Talk (Put Your Head on My Shoulder)" (pista en estéreo) – 3:11
7. "Don't Talk (Put Your Head on My Shoulder)" (intro) – 1:48
8. "I Just Wasn't Made for These Times" (sesión destacada) – 2:59
9. "I Just Wasn't Made for These Times" (pista en estéreo) – 3:47
10. "That's Not Me" (sesión destacada) – 1:52
11. "That's Not Me" (pista en estéreo) – 2:46
12. "Good Vibrations" (sesión destacada) (Brian Wilson/Mike Love) – 2:41
13. "Good Vibrations" (pista en estéreo) (Brian Wilson/Mike Love) – 3:15
14. "I'm Waiting for the Day" (sesión destacada) (Brian Wilson/Mike Love) – 5:25
15. "I'm Waiting for the Day" (pista en estéreo) (Brian Wilson/Mike Love) – 3:14
16. "God Only Knows" (sesión destacada) – 9:25
17. "God Only Knows" (pista en estéreo) – 3:06
18. "Here Today" (sesión destacada con varias tomas) – 6:37
19. "Here Today" (pista en estéreo) – 4:55

### Disco 3
1. "Wouldn't It Be Nice" (A cappella) (Brian Wilson/Tony Asher/Mike Love) – 2:37
2. "You Still Believe in Me" (A cappella) – 2:47
3. "That's Not Me" (A cappella) – 2:28
4. "Don't Talk (Put Your Head on My Shoulder)" (A cappella) – 3:07
5. "I'm Waiting for the Day" (A cappella) (Brian Wilson/Mike Love) – 3:02
6. "Sloop John B" (A cappella) (Trad. Arr. Brian Wilson) – 3:09
7. "God Only Knows" (A cappella) – 2:49
8. "I Know There's an Answer" (A cappella) (Brian Wilson/Mike Love/Terry Sachen) – 2:19
9. "Here Today" (A cappella) – 3:29
10. "I Just Wasn't Made for These Times" (A cappella) – 3:22
11. "Caroline, No" (A cappella) – 1:54
12. "Caroline, No" (Promocional Spot #1) 0:32
13. "Wouldn't It Be Nice" (Versión alternativa en mono) (Brian Wilson/Tony Asher/Mike Love) – 2:29
14. "You Still Believe in Me" (Versión alternativa en mono) – 2:23
15. "Don't Talk (Put Your Head on My Shoulder)" (fragmento vocal) – 0:56
16. "I'm Waiting for the Day" (Versión alternativa en mono, Mike en vocal) - (Brian Wilson/Mike Love) – 3:02
17. "Sloop John B" (Versión alternativa en mono, Carl en vocal) (Trad. Arr. Brian Wilson) – 3:05
18. "God Only Knows (Versión alternativa en mono, con solo de saxofón) – 2:49
19. "Hang On to Your Ego" (Brian Wilson/Terry Sachen) – 3:13
20. "Here Today" (Versión alternativa en mono, Brian en vocal) – 3:07
21. "I Just Wasn't Made for These Times (Versión alternativa en mono) – 3:11
22. "Banana & Louie" – 0:05
23. "Caroline, No" (Versión más rápida, mezcla estéreo) – 2:24
24. "Dog Barking Session" (Outtakes) – 0:34
25. "Caroline, No" (Promocional spot #2) – 0:28
26. "God Only Knows" (con Brian en vocal) – 2:56
27. "Wouldn't It Be Nice" (Versión alternativa en mono) (Brian Wilson/Tony Asher/Mike Love) – 2:28
28. "Sloop John B" (versión rara) (Trad. Arr. Brian Wilson) – 3:04
29. "God Only Knows" (Versión alternativa en mono, Brian en vocal) – 2:42
30. "Caroline, No" (versión rápida, mezcla mono) – 3:03

### Disco 4 (Pet Soundsversión en mono original)
1. "Wouldn't It Be Nice" (Brian Wilson/Tony Asher/Mike Love) – 2:33
2. "You Still Believe in Me" – 2:36
3. "That's Not Me" – 2:31
4. "Don't Talk (Put Your Head on My Shoulder)" – 2:58
5. "I'm Waiting for the Day" (Brian Wilson/Mike Love) – 3:06
6. "Let's Go Away For Awhile" (Brian Wilson) – 2:24
7. "Sloop John B" (Trad. Arr. Brian Wilson) – 2:59
8. "God Only Knows" – 2:54
9. "I Know There's an Answer" (Brian Wilson/Mike Love/Terry Sachen) – 3:18
10. "Here Today" – 3:07
11. "I Just Wasn't Made for These Times" – 3:21
12. "Pet Sounds" (Brian Wilson) – 2:37
13. "Caroline, No" – 2:53